# Ahigal de Villarino
Ahigal de Villarino település Spanyolországban, Salamanca tartományban. Ahigal de Villarino El Manzano, Iruelos, Brincones, Sanchón de la Ribera, Villar de Samaniego, Villarino de los Aires, Trabanca, Fermoselle, Villar del Buey és Almendra községekkel határos. Lakosainak száma 31 fő (2024).

## Népesség
A település népessége az elmúlt években az alábbi módon változott:
| Lakosok száma | 45   | 42   | 41   | 43   | 37   | 37   | 35   | 31   | 27   | 31   |
|               | 2001 | 2004 | 2007 | 2009 | 2012 | 2014 | 2017 | 2019 | 2022 | 2024 |